# Aloe bicarinata
Aloe bicarinata é uma espécie de liliopsida do gênero Aloe, pertencente à família Asphodelaceae.